# اشتره گل‌گل
اشتره گل‌گل، روستایی از توابع بخش مرکزی شهرستان کوهدشت در استان لرستان ایران است.

## جمعیت
این روستا در دهستان گل گل قرار دارد و براساس سرشماری مرکز آمار ایران در سال ۱۳۸۵، جمعیت آن ۱٬۳۴۹ نفر (۲۶۹خانوار) بوده‌است.